# Saint Mark (Granada)
Saint Mark é uma paróquia de Granada. Sua capital é a cidade de Victoria. 
A população de Saint Mark foi estimada em 4.634 habitantes em 2019 sendo a paróquia com menor densidade populacional e menor número de habitantes. 

## Topografia
Na paróquia de Saint Mark também é possível encontrar a montanha mais alta de Granada, o Monte Saint Catherine que tem uma elevação de 840 metros acima do mar.
Ainda em Saint Mark há a cachoeira mais alta da ilha de Granada, conhecida como Tufton Hall com uma altura de 25 metros.

## Clima
A temperatura de Saint Mark tem uma média que  varia entre  24ºC a 30ºC.
As temperaturas mais baixas ocorre entre os meses de novembro e fevereiro, enquanto as estações mais secas são nos meses de janeiro e maio e o período de chuva ocorre em junho e dezembro.

## Latitude e Longitude
Latitude: 12° 10' 60" N
Longitude: 61° 40' 60" W